# ديك13 إنتراكتيف
ديك13 إنتراكتيف (بالإنجليزية: Deck13 Interactive)‏، هي شركة ألمانية لتطوير ألعاب الفيديو ، أسست سنة 2001م وتقع مقرها في مدينة فرانكفورت الألمانية، حيث أنتجت عدداً من الألعاب ومنها لعبة آنخ وآنخ: هارت أوف أسيريس وجاك كيان.

## مصدر
1. ↑  Deck13 Interactive (@Deck13_de) | تويتر نسخة محفوظة 4 يناير 2020 على موقع واي باك مشين.

## وصلة خارجية
- (الإنجليزية)